# Брахим Дијаз
Брахим Абделкадер Дијаз (арап. ابراهيم عبد القادر دياز; Малага, 3. август 1999) је марокански фудбалер који тренутно наступа за Реал Мадрид. Игра на позицији везног играча.

## Успеси
Манчестер сити
- Премијер лига (1): 2017/18.[6]
- Лига куп Енглеске (1) : 2017/18.[7]
- ФА Комјунити шилд (1) : 2018.[8]

 Реал Мадрид
- Ла лига (2): 2019/20,[9] 2023/24.[10]
- Суперкуп Шпаније (1) : 2023/24.[11]
- УЕФА Лига шампиона (1) : 2023/24.[12]
- УЕФА Суперкуп (1) : 2024.[13]

 Милан
- Серија А (1) : 2021/22.[14]
- Суперкуп Италије: (финале: 2022/23)[15]

 Шпанија до 17
- Европско првенство до 17 година:  2016.[16]

Појединачни
- Гол месеца у Серији А: октобар 2022.[17]